# Jasnameer
Jasnameer is een meer circa 2 km ten zuiden van Kranjska Gora in de regio Gorenjska in het noordwesten van Slovenië.
Gelegen aan de Vršiska Cesta van de lokale weg 206. Rond het meer is een recreatiegebied. Hier staat op een steen het standbeeld van de gems met de gouden horens uit de legende Zlatorog, die hoog bij de berg Triglav in een sprookjesachtige tuin leefde en er een schat bewaakte. Het verhaal werd voor het eerst in het Duits uitgegeven door Karel Dežman in 1868. Een versie uit 1877 van de dichter Rudolf Baumbach werd erg populair, en in 1904 hernieuwde Anton Aškerc de sage in zijn bekende epische gedicht Zlatorog dat deel ging uitmaken van het nationale Sloveense epos.